# York County (Pennsylvania)
Das York County ist ein County im US-Bundesstaat Pennsylvania. Bei der Volkszählung im Jahr 2020 hatte das County 456.438 Einwohner und eine Bevölkerungsdichte von 185,6 Einwohnern pro Quadratkilometer. Der Verwaltungssitz (County Seat) ist York.

## Geographie
Das County liegt am Westufer des Susquehanna River und wird im Süden durch die Mason-Dixon-Linie von Maryland getrennt. Das York County hat eine Fläche von 2358 Quadratkilometern, wovon 15 Quadratkilometer Wasserfläche sind. Es grenzt an folgende Nachbarcountys:
|                           | Cumberland County           | Dauphin County            |
| Adams County              |                             | Lancaster County          |
| Carroll County (Maryland) | Baltimore County (Maryland) | Harford County (Maryland) |

Das County wird vom Office of Management and Budget zu statistischen Zwecken als York–Hanover, PA Metropolitan Statistical Area geführt.

## Geschichte
Das York County wurde am 19. August 1749 aus ehemaligen Teilen des Lancaster County gebildet. Benannt wurde es nach der englischen Grafschaft Yorkshire bzw. dessen Hauptstadt York.
94 Bauwerke und Stätten des Countys sind im National Register of Historic Places (NRHP) eingetragen (Stand 25. Juli 2018).

## Demografische Daten

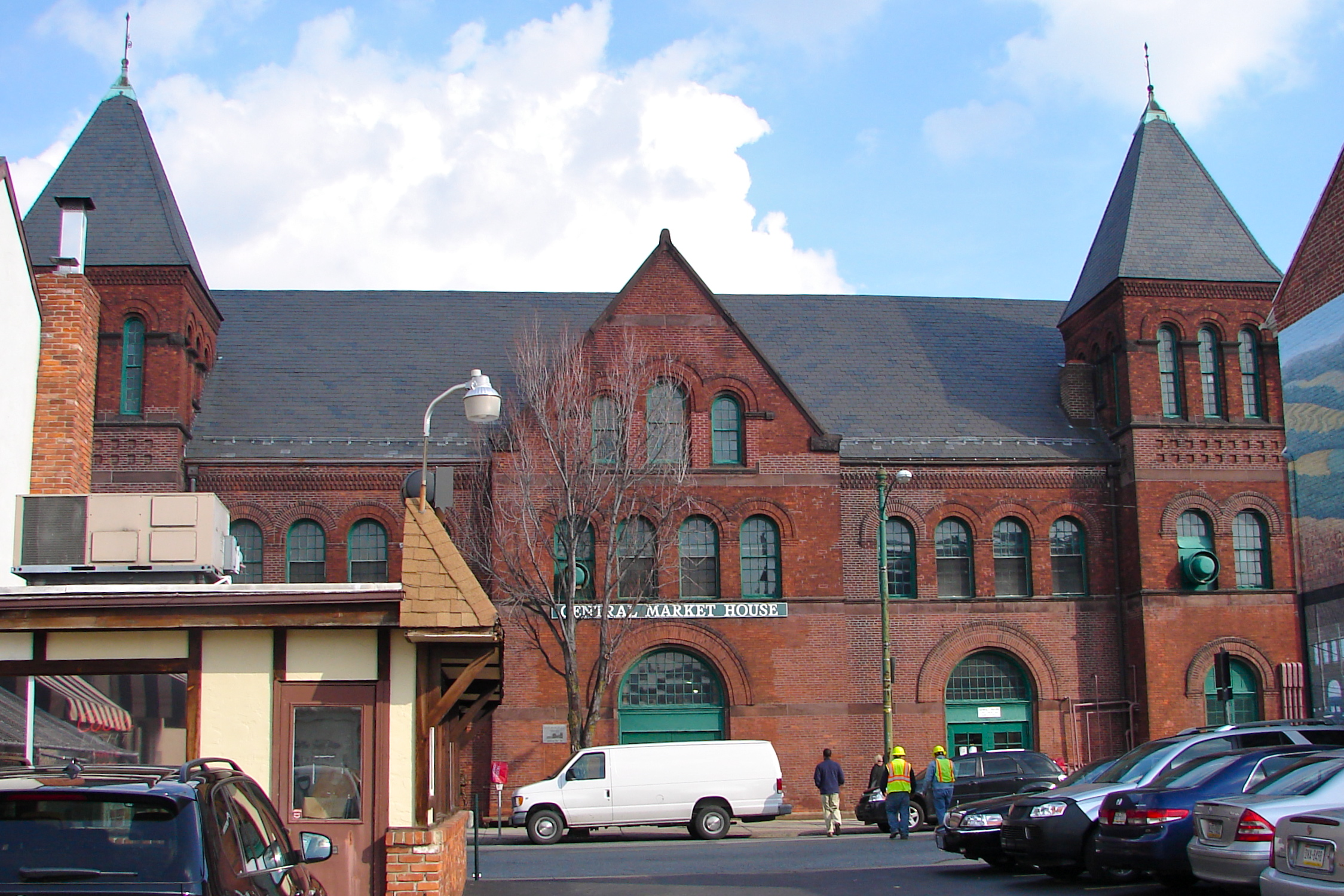
York Central Market in York, seit 1978 im NRHP gelistet

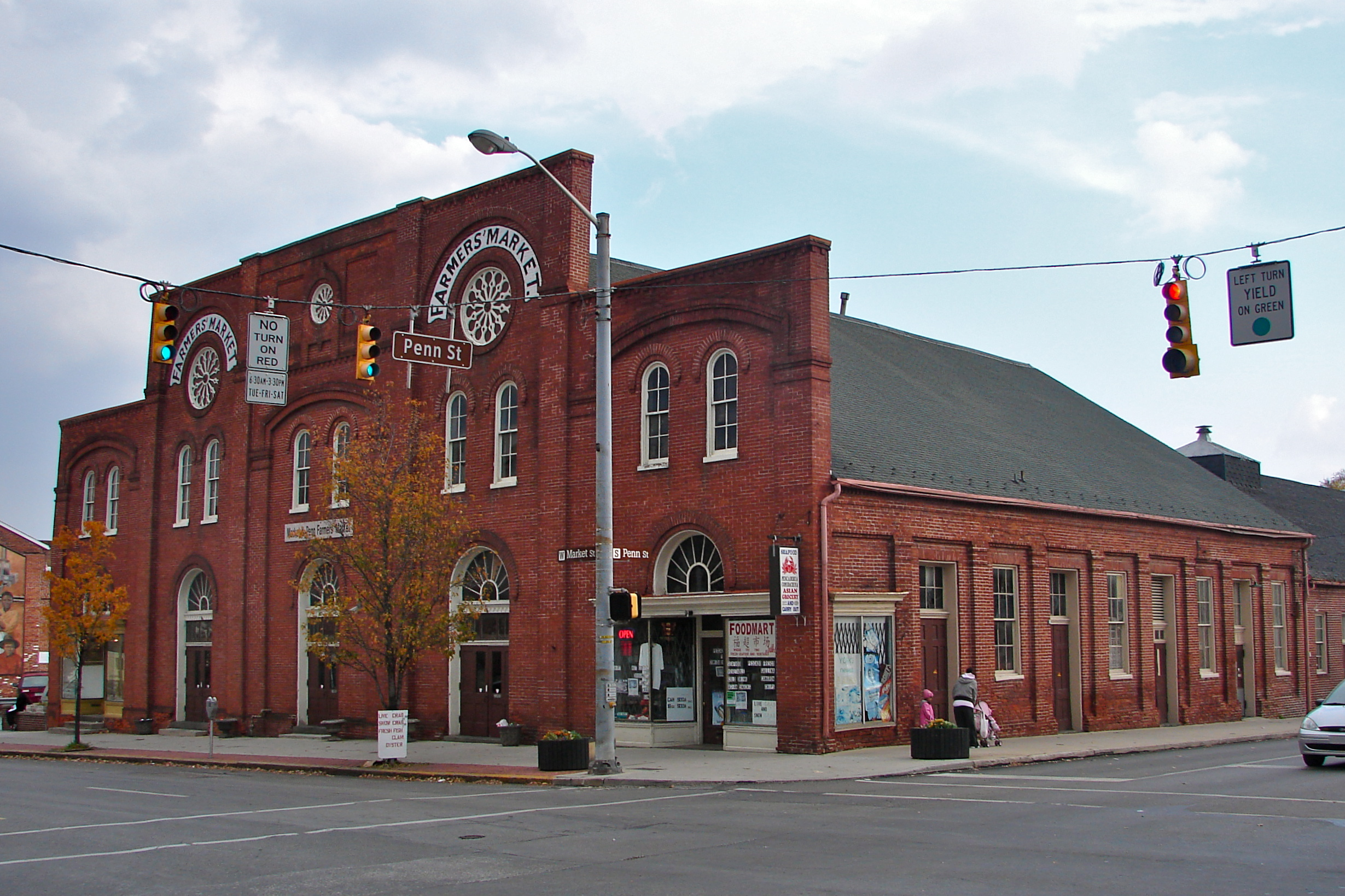
Farmers Market in York, seit 1977 im NRHP gelistet

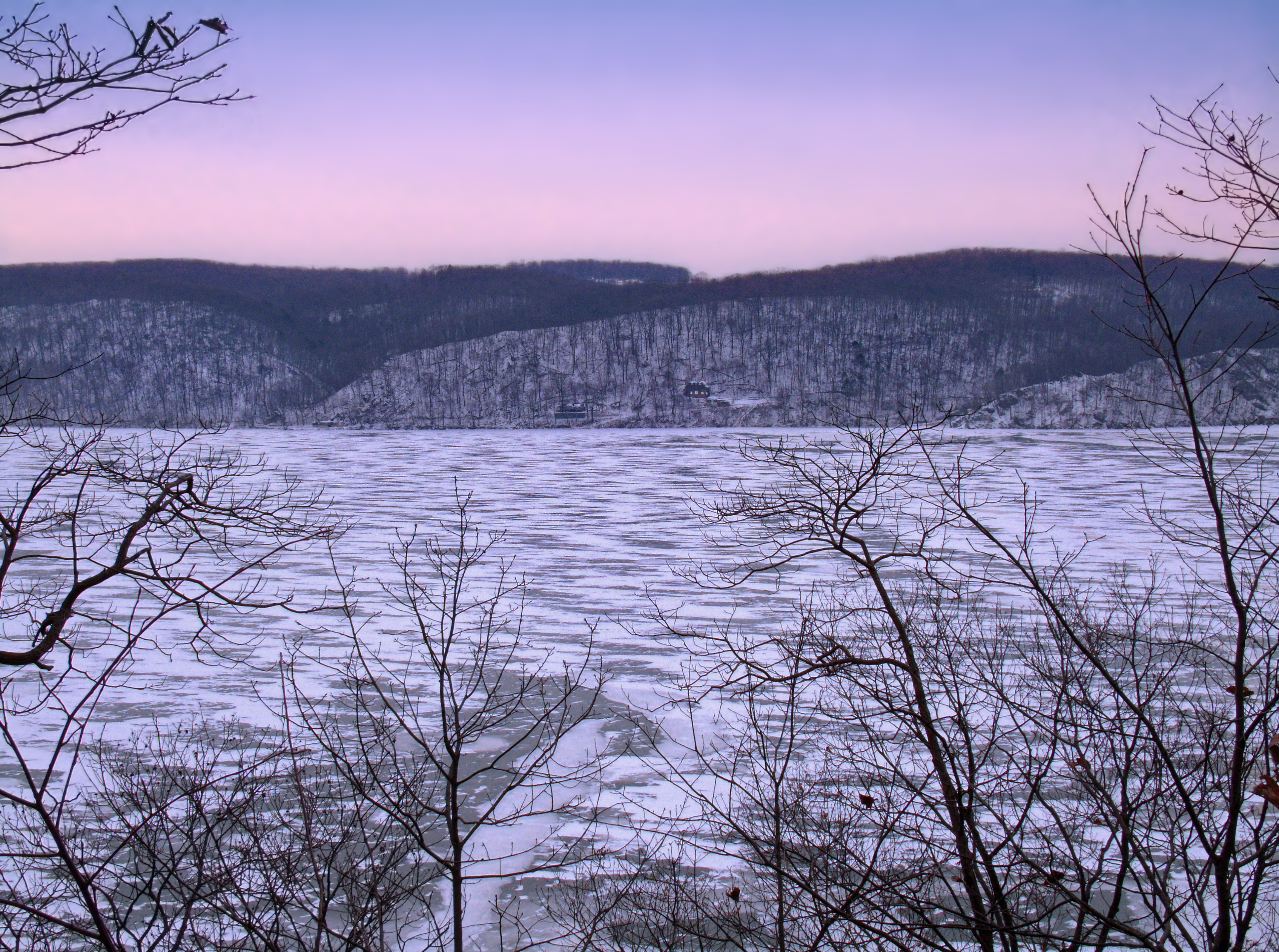
Winter am Susquehanna River

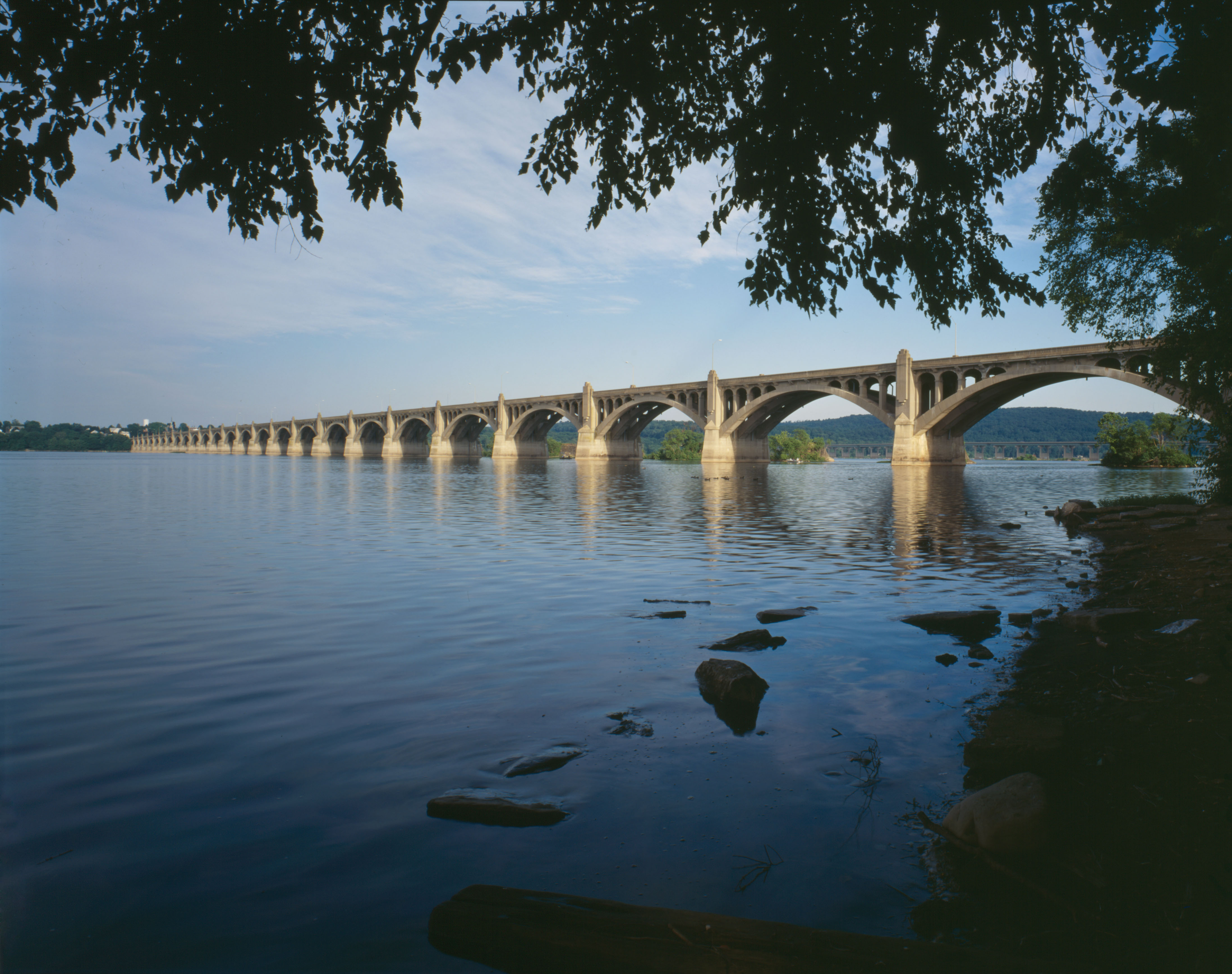
Brücke über den Susquehanna River bei Wrightsville

Nach der Volkszählung im Jahr 2010 lebten im York County 434.972 Menschen in 163.857 Haushalten. Die Bevölkerungsdichte betrug 185,6 Einwohner pro Quadratkilometer.
Ethnisch betrachtet setzte sich die Bevölkerung zusammen aus 88,5 Prozent Weißen, 5,6 Prozent Afroamerikanern, 0,2 Prozent amerikanischen Ureinwohnern, 1,2 Prozent Asiaten sowie aus anderen ethnischen Gruppen; 2,0 Prozent stammten von zwei oder mehr Ethnien ab. Unabhängig von der ethnischen Zugehörigkeit waren 5,6 Prozent der Bevölkerung spanischer oder lateinamerikanischer Abstammung.
In den 163.857 Haushalten lebten statistisch je 2,51 Personen.
23,5 Prozent der Bevölkerung waren unter 18 Jahre alt, 62,5 Prozent waren zwischen 18 und 64 und 14,0 Prozent waren 65 Jahre oder älter. 50,7 Prozent der Bevölkerung war weiblich.

Das jährliche Durchschnittseinkommen eines Haushalts lag bei 56.833 USD. Das Prokopfeinkommen betrug 26.724 USD. 8,9 Prozent der Einwohner lebten unterhalb der Armutsgrenze.

## Städte und Gemeinden

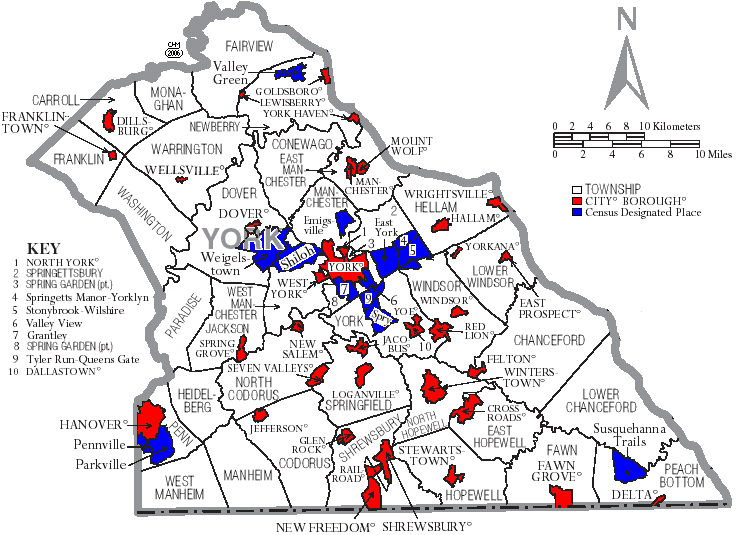
Karte des York Countys

City
- York

Boroughs
| - Cross Roads - Dallastown - Delta - Dillsburg - Dover - East Prospect - Fawn Grove - Felton | - Franklintown - Glen Rock - Goldsboro - Hallam - Hanover - Jacobus - Jefferson - Lewisberry | - Loganville - Manchester - Mount Wolf - New Freedom - New Salem - North York - Railroad - Red Lion | - Seven Valleys - Shrewsbury - Spring Grove - Stewartstown - Wellsville - West York - Windsor - Winterstown | - Wrightsville - Yoe - York Haven - Yorkana |

Census-designated places (CDP)
| - East York - Emigsville - Grantley - Parkville - Pennville | - Queens Gate - Shiloh - Spry - Stonybrook - Susquehanna Trails | - Tyler Run - Valley Green - Valley View - Weigelstown - Yorklyn |

## Townships
| - Carroll Township - Chanceford Township - Codorus Township - Conewago Township - Dover Township - East Hopewell Township - East Manchester Township | - Fairview Township - Fawn Township - Franklin Township - Heidelberg Township - Hellam Township - Hopewell Township - Jackson Township | - Lower Chanceford Township - Lower Windsor Township - Manchester Township - Manheim Township - Monaghan Township - Newberry Township - North Codorus Township | - North Hopewell Township - Paradise Township - Peach Bottom Township - Penn Township - Shrewsbury Township - Spring Garden Township - Springettsbury Township | - Springfield Township - Warrington Township - Washington Township - West Manchester Township - West Manheim Township - Windsor Township - York Township |